# Roberto I de França
Roberto I (15 de agosto de 866 – 15 de junho de 923) foi o Rei da Francia Ocidental de 922 até sua morte. Era filho de Roberto, o Forte e Adelaide de Tours, irmão de Odão.
Foi representante de Odão em de diversos condados, incluindo o condado de Paris, abade superior de muitas abadias, e Duque dos Francos, uma dignidade militar de importância elevada.
Não reivindicou a Coroa de França quando seu irmão morreu em 898 mas, reconhecendo a supremacia do rei carolíngio, Carlos III, teve confirmadas as suas posses territoriais, tendo, depois, continuado a defender o norte de França dos ataques dos Normandos.
A paz entre o Rei e seu poderoso vassalo não foi perturbada seriamente até aproximadamente 921.
As ações de Carlos e, em especial a sua parcialidade a favor de um tal de Hagano, despertaram-lhe alguma impopularidade e, apoiado por muitos do clérigos e por diversos dos mais poderosos nobres franceses, Roberto se fez coroar Rei francês em Reims, no dia 29 de junho de 922.
Comandando um poderoso exército, Carlos marchou ao encontro de usurpador, e no dia 15 de junho de 923, em uma batalha sanguinária perto de Soissons, Roberto foi morto, de acordo com a tradição, em combate com seu rival.
Roberto I deixou um filho, Hugo, o Grande, Duque dos francos, e seu neto, Hugo Capeto, futuro Rei da França e fundador da dinastia capetiana.

## Relações familiares
Foi filho de Roberto, o Forte, (c. 815 - 866), conde e duque de Anjou e marquês da Nêustria. 
Casou-se a primeira vez, em 890, com Aelis/Adele (cuja origem se desconhece), de quem teve:
1. Luitegarda (ou Adela) de França (885 - 931) casada com Herberto II de Vermandois, (880 - 5 de Março de 943) conde de Vermandois.

O segundo casamento foi com Beatriz de Vermandois (880 -?), filha de Herberto I de Vermandois, conde de Vermandois (840 -?), neta de Bernardo, o rei de Itália ele mesmo neto de Carlos Magno, e de quem teve:
1. Emma da França (890 - 934) casou em 918 com Raul I de França, (890 - 15 de Janeiro de 936) rei dos Francos.
2. Hugo, o Grande, (895 - 19 de Junho de 956) marquês da Nêustria e duque dos francos, casado por três vezes, a primeira com Judite do Maine, a segunda com Adelaide de Inglaterra e a terceira com Edviges da Saxônia.
3. Riquilda

## Tumba
Roberto I foi sepultado na Abadia de Sainte-Colombe fundada pelo rei franco Clotário II em 620. O mosteiro foi destruído durante a Revolução Francesa. Em 1842 a cripta foi localizada, e em 1853 escavações localizaram várias sepulturas. Nenhuma delas pôde ser atribuída a ele.